# Sedum maireanum
Sedum maireanum là một loài thực vật có hoa trong họ Crassulaceae. Loài này được Sennen miêu tả khoa học đầu tiên năm 1933.